# Lijst van voetbalinterlands Azerbeidzjan - Bulgarije (vrouwen)
Deze lijst van voetbalinterlands is een overzicht van alle officiële voetbalinterlands tussen de nationale vrouwenteams van Azerbeidzjan en Bulgarije. De landen hebben tot nu toe twee keer tegen elkaar gespeeld.

## Wedstrijden
| № | Plaats  | Datum            | Competitie           | Wedstrijd                | Uitslag |
| - | ------- | ---------------- | -------------------- | ------------------------ | ------- |
| 1 | Otopeni | 23 november 2006 | EK 2009 kwalificatie | Bulgarije − Azerbeidzjan | 3 − 0   |
| 2 | İzmir   | 6 november 2007  | Vriendschappelijk    | Bulgarije − Azerbeidzjan | 1 − 0   |

## Samenvatting
| Competitie        | Totaal gespeeld | Winst Azerbeidzjan | Gelijk | Winst Bulgarije | Doelsaldo Azerbeidzjan – Bulgarije |
| ----------------- | --------------- | ------------------ | ------ | --------------- | ---------------------------------- |
| EK-kwalificatie   | 1               | 0                  | 0      | 1               | 0 − 3                              |
| Vriendschappelijk | 1               | 1                  | 0      | 0               | 1 − 0                              |
| Totaal            | 2               | 1                  | 0      | 1               | 1 − 3                              |